# Hugo Aréchiga Urtuzuástegui
Hugo Hernando Aréchiga Urtuzuástegui (Culiacán, Sinaloa, 11 de marzo de 1940 - Esmirna, Turquía, 15 de septiembre de 2003) fue un médico cirujano, investigador y académico mexicano que se especializó en fisiología y biofísica.  

## Estudios y primeras investigaciones
Sus padres fueron Donaciano Aréchiga y Aurora Urtuzuástegui. Realizó sus estudios primarios en el Colegio Cristóbal Colón de Culiacán y la preparatoria en la Universidad de Sinaloa. En 1956 se trasladó a la Ciudad de México en donde ingresó a la Facultad de Medicina de la Universidad Nacional Autónoma de México (UNAM). Fue discípulo de José Joaquín Izquierdo, Carlos Alcocer Cuarón, Armando Sandoval Caldera y  José Puche Álvarez.
De 1967 a 1968 realizó una estancia en el Instituto de Tecnología de California (Caltech), donde colaboró con Cornelius Adrianus Gerrit Wiersma. Al regresar a México se integró al Departamento de Fisiología de la Facultad de Medicina de la UNAM. De 1972 a 1973 viajó a Inglaterra para integrarse como investigador visitante en el Departamento de Biología Marina de la Universidad de Liverpool, donde realizó estudios sobre los ritmos circadianos.
En 1974 se integró al Cinvestav al Centro de Investigación y de Estudios Avanzados del Instituto Politécnico Nacional (Cinvestav) colaborando con Jorge Aceves Ruiz como coordinador de enseñanza del Departamento de Fisiología y Biofísica. De forma paralela, en 1976, obtuvo un doctorado en Ciencias, Fisiología y Biofísica en la misma institución con la tesis La ritmicidad circádica de los crustáceos.

## Académico y catedrático
Además de colaborar en el Cinvestav fue director de posgrado de la Facultad de Medicina de la UNAM. Fue profesor visitantes en 47 instituciones, entre ellas la Universidad Rice, la Universidad Stanford, la Universidad de Harvard, la Universidad de Liverpool, la Universidad de Oxford, la Universidad de Basilea, la Universidad de Pekín, la Universidad Hebrea de Jerusalén y la Scuola Internazionale Superiore di Studi Avanzati entre otras.
Fue presidente del capítulo mexicano de la Society for Neuroscience de 1975 a 1978. Fue miembro, y presidente de 1990 a 1991, de la Academia de la Investigación Científica (hoy Academia Mexicana de Ciencias). Fue presidente de la Academia Mexicana de Medicina de 1994 a 1995 y de la Sociedad Mexicana de Ciencias Fisiológicas. Fue presidente de la Academia de Ciencias de América Latina de 1998 a 2003. Fue miembro de la World Academy of Sciences (TWAS), de la International Brain Research Organization y de la American Academy of Arts and Sciences. 
De 1998 a 2003 ocupó el cargo de Coordinador General de los Comités Interinstitucionales para la Evaluación de la Educación Superior (CIEES). 
Fue nombrado coordinador general del Consejo Consultivo de Ciencias de la Presidencia de la República en el periodo de Ernesto Zedillo Ponce de León, sin embargo falleció de un infarto el 15 de septiembre de 2003, poco antes de asumir el cargo, cuando se encontraba impartiendo un curso de neurobiología en Esmirna, Turquía.

## Obras publicadas
Fue autor de 19 capítulos en libros colectivos, 3 libros y más de 200 artículos que fueron publicados en revistas nacionales e internacionales. Fue miembro del consejo editorial de Archives of Medical Research. Entre algunos de sus títulos se encuentran:
- “Potentiation of the olfactory receptor activity after repetitive simulation” en The Pysiologists en 1963.
- “The effect of motor activity on the reactivity of single visual units in the crayfish” en J. Neruorbiol en 1969.
- “Hormonal modulation of circadian neural activity” in Carcinus maenas en Proc. R. Soc. Lond. en 1974.
- “Range of modultaion of light sensitivity by accesory pigments in the crayfish compound eye” en Vision Res. en 1982.
- “Circadian locomotor activity and its entrainment by food in the crayfish Procambarus clarkii” en J. Exp. Biol. en 1994.
- “Cn11, first example of scorpion toxin that is a true channel blocker of Na+ currents on crayfish neurons” en J. Exp. Biol. en 2002.
- “Dissociation of circadian rhytms of behavioral patterns in rats” en Phsyiol.  Behav. en 2003.

## Premios y distinciones
- Premio a la Investigación Científica en Ciencias Naturales por la Academia de la Investigación Científica (ahora Academia Mexicana de Ciencias) en 1979.
- Premio Nacional de Ciencias y Artes en el área de Ciencias Físico-Matemáticas y Naturales otorgado por la Secretaría de Educación Pública en 1992.
- Miembro de El Colegio de Sinaloa desde el 28 de enero de 1992.
- Miembro correspondiente de la Real Academia Nacional de Medicina desde 1994.
- Miembro correspondiente de la Real Academia de Medicina de Cataluña desde 1994.[7]